# Vlag van Ieper
De vlag van Ieper werd door de gemeenteraad op 7 december 1987 officieel vastgesteld als de gemeentelijke vlag van de West-Vlaamse gemeente Ieper. Op 1 maart 1988 werd hij door het Bestuur van Vlaanderen bevestigd en uiteindelijk gepubliceerd op 16 september 1988 in het officiële Belgisch Staatsblad.
Officieel wordt de vlag beschreven als:
Wit met een rood patriarchaal kruis
Het patriarchaal kruis verschijnt, zoals eerder aangegeven, al in 1199 op een stadszegel van Ieper gebruikt. Sinds 1199 wordt het kruis meestal in het schildhoofd geplaatst, een enkele keer verscheen het als het enige element op het schild. De vlag is hierdoor gelijk aan de vlag van Roeselare, maar de patriarchaal kruis is zwart in plaats van rood.

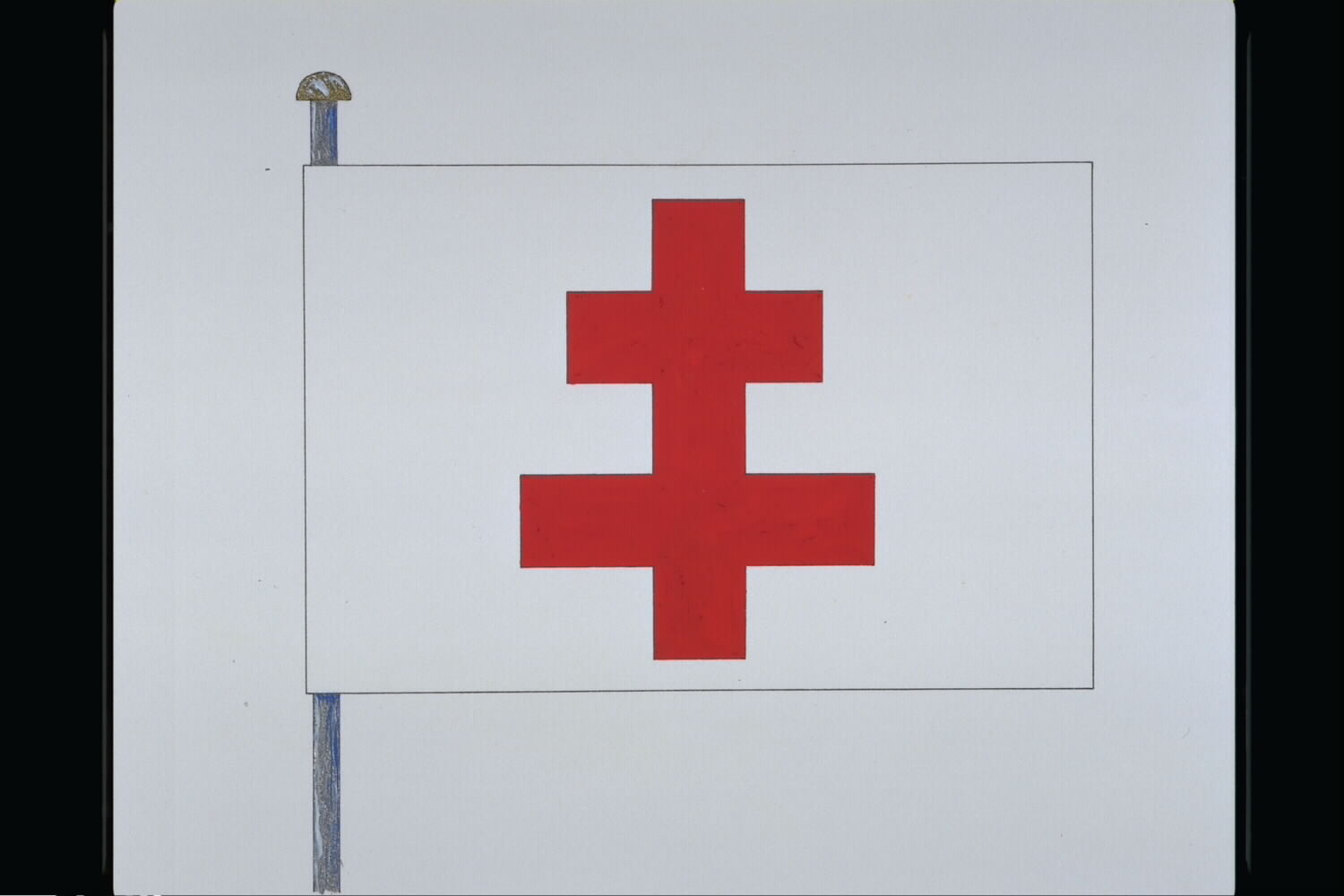
Officiële tekening van de vlag
Vlag van Roeselare